# Pavia Foot Ball Club 1933-1934
Questa voce raccoglie le informazioni riguardanti il Pavia Foot Ball Club nelle competizioni ufficiali della stagione 1933-1934.

## Stagione
Nella stagione 1933-1934 il Pavia disputa il girone A del campionato di Serie B, con 18 punti si piazza in decima posizione di classifica. Il torneo è stato vinto con 36 punti dalla Sampierdarenese, al secondo posto con 33 punti i Vigevanesi, al terzo con 30 punti la Pro Patria, questo terzetto è stato ammesso al girone finale.
In piena estate arriva la tanto attesa notizia, la Serie B è allargata a due gironi di tredici squadre, ed il Pavia in virtù degli ottimi risultati nelle stagioni scorse viene inserito nel girone A. La situazione finanziaria non è delle migliori, ma si cerca di allestire una formazione in grado di ben figurare nella serie cadetta. Come allenatore, dopo un anno passato alla guida del Cosenza, ritorna Mihály Balacics che aveva lasciato un buon ricordo e si rimedia alle partenze di Vittorio Ansaldo, Mario Fontana, Giacomo Narizzano, Angelo Minoia, Giuseppe Galimberti e Guglielmo Panzetti, con l'innesto del portiere Michele Pallavicini rientrato dalla Falck, del terzino Achille Gorla  in arrivo dall'Abbiategrasso, e gli attaccanti Carlo Alberto Quario e Sergio Citterio entrambi prelevati dal vivaio dell'Ambrosiana-Inter. Gli azzurro scudati pavesi raggiungono una tribolata ma meritata salvezza nel loro primo campionato di Serie B.

## Rosa
| N. |                   | Ruolo | Calciatore         |
| -- | ----------------- | ----- | ------------------ |
|    | Italia (bandiera) | D     | Ennio Bacchio      |
|    | Italia (bandiera) | C     | Ermanno Bertolotti |
|    | Italia (bandiera) | C     | Aurelio Biassoni   |
|    | Italia (bandiera) | D     | Cesare Blondet     |
|    | Italia (bandiera) | D     | Giovanni Bolzoni   |
|    | Italia (bandiera) | D     | Silvano Bresadola  |
|    | Italia (bandiera) | A     | Sergio Citterio    |
|    | Italia (bandiera) | A     | Piero De Stefanis  |
|    | Italia (bandiera) | A     | Ermanno Frattini   |
|    | Italia (bandiera) | D     | Achille Gorla      |

| N. |                   | Ruolo | Calciatore           |
| -- | ----------------- | ----- | -------------------- |
|    | Italia (bandiera) | C     | Luigi Lodi           |
|    | Italia (bandiera) | C     | Paolo Malnati        |
|    | Italia (bandiera) | A     | Emilio Manazza       |
|    | Italia (bandiera) | P     | Michele Pallavicini  |
|    | Italia (bandiera) | A     | Piero Pampaloni      |
|    | Italia (bandiera) | A     | Carlo Alberto Quario |
|    | Italia (bandiera) | C     | Edoardo Ratti        |
|    | Italia (bandiera) | P     | Giovanni Roletto     |
|    | Italia (bandiera) | A     | Bruno Valesani       |
|    | Italia (bandiera) | C     | Armando Varini       |

## Risultati

### Girone di andata
| Arbitro: | Rubinato (Venezia) |

|  |           |                            |
|  | Marcatori | 30’, 75’ Ferrè 79’ Colombo |

| Arbitro: | Zelocchi (Modena) |

|              |           |  |
| Lemmetti 10’ | Marcatori |  |

| Arbitro: | Gianelli (Genova) |

|                                                      |           |               |
| Ratti 30’ Valesani 62’ De Stefanis 78’ Pampaloni 89’ | Marcatori | 68’ Piccinini |

| Arbitro: | Bevilacqua (Viiareggio) |

|                                                 |           |  |
| Bonello II 26’ Baccilieri 53’ Varini 80’ (aut.) | Marcatori |  |

| 8 ottobre 1933 5ª giornata |  | – Turno di riposo PAVIA |  |  |

| Arbitro: | Collina (Savona) |

|             |           |              |
| Malnati 51’ | Marcatori | 87’ Lattuada |

| Arbitro: | Puglia (Napoli) |

|                                        |           |              |
| Corallo 29’, 46’ Lumia 57’, 89’ Re 64’ | Marcatori | 80’ Valesani |

| Arbitro: | Conticini (Firenze) |

|                     |           |              |
| Biffi 47’ Zoppi 85’ | Marcatori | 68’ Valesani |

| Arbitro: | Bertoli (Vicenza) |

|                            |           |                        |
| Pampaloni 60’ Valesani 62’ | Marcatori | 55’ (aut.) Pallavicini |

| Arbitro: | Pizziolo (Firenze) |

|                                              |           |              |
| Comar 4’ Arella 23’ Bermone 47’ Sabatini 71’ | Marcatori | 77’ Citterio |

| Arbitro: | Zorzi (Belluno) |

|                            |           |  |
| Comini 4’, 16’, 27’ Gay 6’ | Marcatori |  |

| Arbitro: | Gianni (Pisa) |

|              |           |                              |
| Valesani 16’ | Marcatori | 3’ Severi 11’ Dusi 58’ Rossi |

| Arbitro: | Moretti (Genova) |

|                    |           |                |
| Pampaloni 13’, 81’ | Marcatori | 80’ Mariani II |

### Girone di ritorno
| Arbitro: | Scarpi (Dolo) |

|          |           |             |
| Erba 57’ | Marcatori | 24’ Manazza |

| Arbitro: | Gianelli (Genova) |

|             |           |  |
| Manazza 22’ | Marcatori |  |

| Arbitro: | Rovida (Milano) |

|                    |           |                                  |
| Bolzoni 18’ (aut.) | Marcatori | 24’ (rig.) Pampaloni 65’ Manazza |

| Arbitro: | Marini (Verona) |

|                                   |           |                |
| Pampaloni 4’ De Stefanis 60’, 85’ | Marcatori | 21’ Baccilieri |

| 14 gennaio 1934 18ª giornata |  | – Turno di riposo PAVIA |  |  |

| Arbitro: | Zelocchi (Modena) |

|                                   |           |  |
| Colombo 43’ Mariani 50’ Gobbi 68’ | Marcatori |  |

| Pavia 21 gennaio 1934 20ª giornata | Pavia                | 0 – 0 | Messina | Stadio Comunale\| Arbitro: \| Ciamberlini (Genova) \| |
| Arbitro:                           | Ciamberlini (Genova) |       |         |                                                       |

| Pavia 4 febbraio 1934 21ª giornata | Pavia             | 0 – 0 | Catanzarese | Stadio Comunale\| Arbitro: \| Gianelli (Genova) \| |
| Arbitro:                           | Gianelli (Genova) |       |             |                                                    |

| Arbitro: | Silvano (Torino) |

|                                      |           |  |
| Cappellini 25’, 55’, 70’ Mornese 85’ | Marcatori |  |

| Pavia 25 febbraio 1934 23ª giornata | Pavia            | 0 – 0 | Spezia | Stadio Comunale\| Arbitro: \| Bertone (Milano) \| |
| Arbitro:                            | Bertone (Milano) |       |        |                                                   |

| Pavia 4 marzo 1934 24ª giornata | Pavia              | 0 – 0 | Sampierdarenese | Stadio Comunale\| Arbitro: \| Pecchiura (Torino) \| |
| Arbitro:                        | Pecchiura (Torino) |       |                 |                                                     |

| Arbitro: | Gonani (Ravenna) |

|                     |           |  |
| Loetti 4’, 53’, 89’ | Marcatori |  |

| Arbitro: | Bertolio (Torino) |

|                         |           |            |
| Uggè 4’ Formenti II 89’ | Marcatori | 67’ Varini |